# A Keselyű három napja (film)
A Keselyű három napja (Three Days of the Condor) 1975-ben bemutatott  amerikai kémfilm, thriller. James Grady A Keselyű hat napja című bestsellerje nyomán Sydney Pollack az 1970-es évek egyik legemlékezetesebb thrillerjét rendezte meg, kiváló szereposztásban.

## Cselekmény
Joe Turner egy irodalmi társaságnál dolgozik, amely valójában a CIA egyik fedőszerve. Munkája, hogy elolvasson minden új könyvet (ponyvákat is), és azokból kigyűjtse a használható ötleteket. Egy esős napon az ebédről visszatérő férfi holtan találja a kollégáit. Izgatottan hívja feletteseit, ám a megbeszélt találkozón őt is meg akarják ölni. Turner egy üzlet előtt a halott kolléganőjétől elvett önvédelmi fegyverrel túszul ejt egy fiatal nőt, és nála elrejtőzve megpróbál eligazodni a mind zavarosabb eseményekben. A rettegő nő, a fotós Kathy fokozatosan megkedveli fogvatartóját, és megpróbál segíteni neki…

## Érdekességek
- A film James Grady A Keselyű hat napja című 1974-ben megjelent bestselleréből készült. A drámaiság érdekében az eredeti cselekményt három napba sűrítették. A főszereplő nevét Ronald Malcolmról Joe Turnerre változtatták: ez a név a kémtörténeteiről ismert John le Carré egyik regényéből származik.
- Robert Redford és Sydney Pollack összesen hét filmet készített együtt: ez volt a negyedik közös munkájuk. A továbbiak: Halálra ítélt birtok (1966), Jeremiah Johnson (1972), Ilyenek voltunk (1973), Elektromos lovas (1979), Távol Afrikától (1985), Havanna (1990).
- Redford akkortájt már dolgozott a Watergate-ügy nyomán készült Az elnök emberei (1976) című filmjén, és éppen az előkészületi munkák elhúzódása miatt tudta elvállalni A Keselyű három napja főszerepét. Hogy csökkentsék a két film közti hasonlóságot, a cselekményt Washingtonból New Yorkba helyezték át. Pollack szerint a főhős kiszolgáltatottsága a személytelen New Yorkban egyébként is jobban érvényesült.
- Bár Grady regényében épp a filmszerűség ragadta meg az alkotókat, Lorenzo Semple Jr. forgatókönyvét David Rayfielnek át kellett dolgoznia. A változtatások egy része Kathy Hale figuráját érintette, akit Rayfiel mellékszereplőből fontos szereplővé léptetett elő. Kathy alakját Diane Arbus fotóművész ihlette.
- David Rayfiel Sydney Pollack egyik állandó munkatársa volt 1963 és 1995 között. Rayfiel és Pollack célja az volt, hogy Turner figuráját a teljes bizalomból az abszolút paranoiába vigyék.
- Faye Dunaway, Arthur Penn, Elia Kazan és Sidney Lumet mellett Sydney Pollackot tartja egyik kedvenc rendezőjének.
- Robert Redford és Faye Dunaway kis híján együtt szerepeltek A nagy Gatsby (1974) című filmben is: Robert Evans producer azonban a címszerepre ugyan Redfordot választotta, ám a női főszerepre a legesélyesebbnek tűnt Faye Dunaway helyett Mia Farrow-t szerződtette. A kritikusok szerint nagyon rosszul tette: Farrow alakítását nagyon lehúzták, ráadásul a színésznő Redforddal sem jött ki a forgatáson. A Keselyű három napja forgatásán viszont Redford és Dunaway kiváló munkakapcsolatban voltak, és elismerően nyilatkoztak egymásról.
- Carlin Glynn vezetékneve a stáblistán hibásan Gylnnként szerepel.
- Hank Garrett korábban profi birkózó volt.
- Stephen Grimes díszlettervező korábban John Hustonnal is dolgozott: Grimes javasolta helyszínnek azt az eldugott sikátort, ahol Turner találkozik a barátjával, Sammel és Wixszel.
- Kathy lakását a queensi stúdióban rendezték be David Graham tervei alapján.
- A Redford játszotta Turner elrabolja a Dunaway megformálta Kathyt, aki a kezdeti ijedtség után fokozatosan beleszeret: a valóságban „Stockholm-szindrómá”-nak hívják, mikor egy elrabolt fogoly érzelmileg kötődni kezd fogvatartójához, és ilyesmi elsősorban terrorista cselekményeknél fordul elő.
- A gyilkossági jelenet felvétele során Pollack mindegyik áldozattal egy-egy tárgyat hozott összefüggésbe: például a titkárnőt a cigarettával, a biztonsági őrt a faliórával, a főnököt a parókával stb.
- A gyilkosságokat, illetve azok felfedezését nem kíséri zene: a számítógépek hangja váltakozik a csenddel.
- Egy hideg napon vették fel azt a jelenetet, melyben Turner egy utcai árusnál süteményt vásárol. Pollack szerette volna, ha a színész mohón falná a süteményt, de a hideg miatt Redford nem tudott gyorsan enni.

## Főszereplők
| Szerep                   | Színész         | Magyar hangja (1. szinkron, 1978) | Magyar hangja (2. szinkron, 2001) |
| ------------------------ | --------------- | --------------------------------- | --------------------------------- |
| Joseph Turner, a Keselyű | Robert Redford  | Tahi Tóth László                  | Szakácsi Sándor                   |
| Kathy Hale               | Faye Dunaway    | Földi Teri                        | Fehér Anna                        |
| Higgins                  | Cliff Robertson | Avar István                       | Sörös Sándor                      |
| Joubert                  | Max von Sydow   | Kaló Flórián                      | Szersén Gyula                     |
| Wabash                   | John Houseman   | Képessy József                    | Szélyes Imre                      |
| Leonard Atwood           | Addison Powell  | Mécs Károly                       | Fülöp Zsigmond                    |
| Sam Barber               | Walter McGinn   | Gálvölgyi János                   | Harmath Imre                      |
| Janice Chon              | Tina Chen       | Pálos Zsuzsa                      | Kökényessy Ági                    |
| Wicks                    | Michael Kane    | Láng József                       | Sztarenki Pál                     |
| Dr. Ferdinand Lappe      | Don McHenry     | Tyll Attila                       | Izsóf Vilmos                      |
| Harold                   | Dino Narizzano  | Juhász Jácint                     |                                   |
| Martin                   | Patrick Gorman  | Szakácsi Sándor                   | Breyer Zoltán                     |
| Mae Barber               | Carlin Glynn    | Császár Angela                    | Juhász Judit                      |
| Postás                   | Hank Garrett    |                                   | Szokol Péter                      |

## Fontosabb díjak és jelölések
Oscar-díj (1976)
- jelölés Don Guidice, Fredric Steinkamp (legjobb vágás)

Golden Globe-díj (1976)
- jelölés Faye Dunaway (legjobb színésznő)

David di Donatello-díj (1976)
- díj Sydney Pollack (különdíj: Special David)

Edgar Allan Poe-díj (1976)
- díj Lorenzo Semple Jr., David Rayfiel (legjobb forgatókönyv)

Golden India Catalina-díj (1976)
- díj Max von Sydow (legjobb színész)
- jelölés Sydney Pollack (legjobb film)

Grammy-díj (1977)
- jelölés Dave Grusin (legjobb eredeti filmzene)

KCFCC-díj (1976)
- díj Max von Sydow (legjobb férfi mellékszereplő)